# Here I Am (альбом Дайон Уорвик)
| Оценки критиков               | Оценки критиков |
| Источник                      | Оценка          |
| ----------------------------- | --------------- |
| AllMusic                      | [ 1 ]           |
| Encyclopedia of Popular Music | [ 2 ]           |
| The Rolling Stone Album Guide | [ 3 ]           |

The Sensitive Sound of Dionne Warwick — пятый студийный альбом американской певицы Дайон Уорвик, выпущенный в 1965 году на лейбле Scepter Records. Продюсерами альбома стали Берт Бакарак и Хэл Дэвид.

## Об альбоме
Альбом был записан в Нью-Йорке на студии Bell Sound Studios. В песнях «If I Ever Make You Cry» и «This Little Light» сама исполняет партии на фортепиано.
Заглавная композиция с альбома «Here I Am» была включена в саундтрек фильма «Что нового, киска?», тем не менее это не помогло ей войти в топ-40 в США. Следующий сингл «Looking With My Eyes» прозвучал в танцевальном телешоу «Халлабалу», но это также не помогло привлечь внимание аудитории к песне. Последний сингл «Are You There (With Another Girl)» был выпущен в декабре перед релизом альбома и таки смог попасть в топ-40 чарта Billboard.
В первом тираже альбома на обложке в трек-листе была указана песня «It’s Love That Really Counts», которая на самом деле не появлялась на альбоме.
Пластинка смогла достичь 45 места в чарте Billboard Top LPs и войти в тройку лучших чарта Hot R&B LPs.

## Список композиций
| №  | Название                    | Автор(ы)                    | Длительность |
| -- | --------------------------- | --------------------------- | ------------ |
| 1. | «In Between the Heartaches» | Берт Бакарак, Хэл Дэвид     | 2:50         |
| 2. | «Here I Am»                 | Берт Бакарак, Хэл Дэвид     | 2:50         |
| 3. | «If I Ever Make You Cry»    | Берт Бакарак, Хэл Дэвид     | 3:07         |
| 4. | «Lookin' with My Eyes»      | Берт Бакарак, Хэл Дэвид     | 2:55         |
| 5. | «Once in a Lifetime»        | Энтони Ньюли, Лесли Брикасс | 2:54         |
| 6. | «This Little Light»         | Народная                    | 2:10         |

| №   | Название                            | Автор(ы)                                    | Длительность |
| --- | ----------------------------------- | ------------------------------------------- | ------------ |
| 7.  | «Don't Go Breaking My Heart»        | Берт Бакарак, Хэл Дэвид                     | 2:21         |
| 8.  | «Window Wishing»                    | Берт Бакарак, Хэл Дэвид                     | 2:31         |
| 9.  | «Long Day, Short Night»             | Берт Бакарак, Хэл Дэвид                     | 2:18         |
| 10. | «Are You There (With Another Girl)» | Берт Бакарак, Хэл Дэвид                     | 2:50         |
| 11. | «How Can I Hurt You»                | Берт Бакарак, Хэл Дэвид                     | 2:42         |
| 12. | «I Love You Porgy»                  | Джордж Гершвин, Айра Гершвин, Дюбос Хэйвард | 1:45         |

## Чарты
| Чарт (1966)                            | Высшая позиция |
| -------------------------------------- | -------------- |
| США (Billboard 200)                    | 45             |
| США (Billboard Top R&B/Hip-Hop Albums) | 3              |